# Fehér Dániel (színművész)
Fehér Dániel (Pécs, 1985. december 29. –) magyar színész, bábművész.

## Életpályája
2004-ben érettségizett az Óbudai Árpád Gimnáziumban. 2008–2013 között a Színház- és Filmművészeti Egyetem bábszínész szakos hallgatója volt. 2013-tól a Kolibri Színház tagja.

## Színházi szerepeiből
- Axel Hacke: A medve, akit Vasárnapnak hívtak.... szereplő
- Monoblock: Helló, náci!.... Jan
- Jeli Viktória – Tasnádi István: kettős:játék.... Aragogon15 (avatár)
- Paul Gallico – Horváth Péter: Macska voltam Londonban.... Peti kisfiú, később macska
- Thomas Mann: Mario és a varázsló.... Torre di Venere-i polgár
- (Vidovszky György, Horváth Péter és Kristiina Jalasto ötlete alapján) írta Eck Attila: Rövidzárlat:

- A Sütik világa.... Torrent, a forró
- A Faludi család.... Viktor az apa
- Sobrie - Vandyck - Németh Ákos: Emlékezz rám - Cedric
- Kolozsi Angéla :  Emilia és az angyal,akit Körmöczi Györgynek hívtak - Kleofás
- Déry Tibor - Horváth Péter - Vajda Gergely: Az óriáscsecsemő

- Fábri Péter: Az aranygyapjas kaland.... Jászón, az argonauták vezetője
- Dániel András: Egy kupac kufli.... szereplő

## Filmes és televíziós szerepei
- A renitens (2025) – Vili
- Gólkirályság (2023) – újságíró
- Apatigris (2023) – Miki haverja
- Egynyári kaland (2019) – Kornél
- Kémek küldetése (2017)
- Hacktion: Újratöltve (2014) – Szeredi Attila
- Jóban Rosszban (2012, 2022) – Varga Lóránt, Iván
- Ede megevé ebédem (2006)